# Жанажол (Жамбылский район)
Жанажол (каз. Жаңажол) — село в Жамбылском районе Северо-Казахстанской области Казахстана. Входит в состав Майбалыкского сельского округа. Код КАТО — 594649200.

## География
Расположено между озёрами Акбастыколь и Амангельды.

## История
Основано в 1927 г. как товарищество по обработке земли. С 1957 г. — центральная усадьба зерносовхоза «Озерный», с 1966 г. — им. С.Муканова, с 1987 по 1996 г. — им. Г.Мусрепова.
Функционирует музей имени Габита Мусрепова.

## Население
В 1999 году население села составляло 712 человек (360 мужчин и 352 женщины). По данным переписи 2009 года, в селе проживало 484 человека (243 мужчины и 241 женщина).